# Quinarius

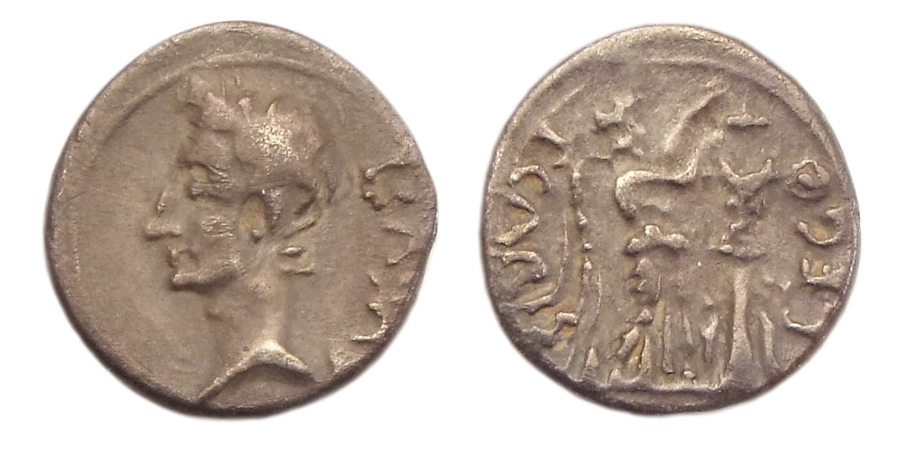
Quinarius van Keizer Augustus, geslagen in Emerita Augusta (Spanje) (25-23 v.Chr.).

Een quinarius, soms ook wel quinarius nummus genoemd, is een Romeinse zilveren munt ter waarde van een halve denarius.
Na de introductie van de denarius in 211 v.Chr. werd de quinarius, samen met de zilver sestertius gedurende een aantal jaar geslagen. De quinarius had toen de waarde van 5 asses.
In 101 v.Chr. werd de quinarius opnieuw geïntroduceerd als vervanger van de victoriatus (7 ½ asses), dit keer met een waarde van een 8 asses of een halve denarius, daar deze laatste vanaf 118 v.Chr. 16 asses waard was. De oplages bleven beperkt en werden vooral in Gallië in omloop gebracht.

## Antieke bronnen
- Plinius maior, Historia Naturalis XXXIII 13 §§ 44-46.